# 宋光
宋光（1915年9月—2002年4月17日），男，山东莱西人，中华人民共和国政治人物。第五届全国人大代表。

## 生平
1938年3月参加革命，入中共中央青年工作委员会举办的安吴青训班学习。任延安中国人民抗日军政大学校部政治指导员，1939年1月加入中国共产党。八路军山东军区政治部保卫科副科长。1945年8月22日，山东省政府决定取消山东战时行政委员会公安处，成立山东省公安总局任审讯科副科长。
1945年9月随八路军山东军区政治部主任肖华渡海赴辽东。任辽东军区直属支队（旅）政治部主任，凤城卫戍司令兼县委书记、凤城县长。旅大行署公安总局党委书记、公安总局政治部主任。1948年4月，辽东分局撤销，辽东分局社会部所余干部暂时分配在辽南地区帮助工作，以便随时抽调接收沈阳：辽东分局社会部公安处长何侠为安东省公安处长，科长崔次丰为鞍山市公安局长，科长宋光为安东市委社会部部长兼安东市公安局局长。
中华人民共和国成立后，历任沈阳市公安局副局长兼公安总队政委，沈阳市公安局局长、党组书记。沈阳市副市长兼公安局局长、市长、中共沈阳市委书记，中共辽宁省委委员、省政府委员。最高人民法院副院长兼经济庭庭长、党组成员、审判委员会委员，最高人民法院机关党委书记、中共中央国家机关工作委员会委员。1986年离职休养。
2002年4月17日，因病在北京逝世，享年88岁。